# 스테리 나잇
스테리 나잇은 천문학 시뮬레이션이다. macOS와 윈도우가 운영체제이며, Simulation Curriculum Corp.가 개발하였다. 초등학교, 중학교, 고등학교 수준과 프로와 초보자들이 쓰는 프로그램으로 나눠놓아 자신이 가장 다루기 편한 프로그램을 사용할 수 있도록 나누어 놓은 것이 특징이다. 태양, 태양계 행성, 외계 행성, 성운, 별자리 등을 구현해 놓은 프로그램으로 특히 은하들을 NGC 목록의 은하와 성운, 성단 등도 많이 구현했다고 평가받는다. 이는 CCD를 사용하여 화질이 향상되어 더 자세히 많은 천체들을 구현한 프로그램을 할 수 있기 때문이다. 이 장점으로 천문대나 교육 기관(대학교, 논문 발표회)에서 많이 사용한다.